# Ahmet Ayık
Ahmet Ayık (* 31. března 1938 Eskiköy) je bývalý turecký zápasník, olympijský vítěz z roku 1968.

## Sportovní kariéra
Narodil se a vyrostl v obci Eskiköy v provincii Sivas. Od mala se věnoval tradičnímu tureckému zápasu karakucak. Ve 13 letech ho otec Ömer poslal na studia do Istanbulu, kde se poprvé setkal s olympijským zápasem v tělocvičně Fatih u stejnojmenné mešity. Po skončení studií se vrátil do rodné obce a v roce 1957 narukoval do armády. Byl přidělen k vojenské policii (četnictvo) do Ankary. V Ankaře se věnoval olympijskému volnému stylu, ale po skončení vojenské služby v roce 1960 se na žádost otce vrátil domů a pomáhal s pracemi na rodinné farmě. Ve volném čase zápasil v národním stylu během náboženských a státních svátků. V roce 1961 byl v národním zápase karakucak neporažen a neunikl pozornosti trenérům volného stylu.
Zápasu ve volném stylu se opět věnoval od roku 1962 v Ankaře. V roce 1964 startoval na olympijských hrách v Tokiu ve váze do 97 kg. V úvodním kole remizoval zápas s Bulharem Saidem Mustafovem, za který dostal hned na úvod 2 negativní klasifikační body. Ve třetím kole remizoval zápas s úřadujícím dvojnásobným mistrem světa minským Alexandrem Medveďem ze Sovětského svazu. Ve čtvrtém kole ho čekala další volnostylařská osobnost, Íránec Golamrezá Tachtí. S nožem na krku (nesměl prohrát ani znovu remizovat) dokázal Tachtího porazit na technické body a s pěti negativními klasifikačními body zůstal nadále v turnaji. V pátém kole měl štěstí na volný los a v šestém kole (finále) zůstal v soutěži sám s Bulharem Mustafovem a Sovětem Medveďem. S oběma v dřívějších kolech remizoval a čekal na vzájemný souboj Mustafova s Medveďem. V případě remízy by o olympijských medailích rozhodovala tělesná hmotnost při předturnajovém vážení. K této variantě však nedošlo, Medveď porazil Mustafova na lopatky a získal zlatou olympijskou medaili. Ayık získal stříbrnou olympijskou medaili a Mustafov bronzovou.
V roce 1968 startoval na olympijských hrách v Mexiku jako úřadující mistr světa. Od úvodního kola potvrzoval roli favorita a bez většího zaváhání postoupil do tříčlenného finále s Maďarem Józsefem Csatárim a Gruzíncem Šotou Lomidzem ze Sovětského svazu. V úvodním finálovém zápase porazil na lopatky Maďara Csatáriho. Sovět Lomidze však porazil Csatáriho pouze na technické body. Do vzájemného souboje s Lomidzem tak vstupoval s vědomím, že k zisku zlaté olympijské medaile mu stačí remíza. Zápas s Lomidzem dovedl po taktické stránce k remíze a získal zlatou olympijskou medaili.
Sportovní kariéru ukončil před mistrovstvím světa v Edmontonu v létě 1970 kvůli neshodám s vedením tureckého zápasnického svazu ohledně odvolání reprezentačního trenéra. Věnoval se trenérské a především funkcionářské práci. Byl dlouholetým předsedou turecké zápasnické federace.

## Výsledky

### Volný styl
| Turnaj             | 1963 | 1964 | 1965 | 1966 | 1967 | 1968 | 1969 | 1970 |
| Turnaj             | 25   | 26   | 27   | 28   | 29   | 30   | 31   | 32   |
| Turnaj             | −87  | −97  | −97  | −97  | −97  | −97  | −100 | −100 |
| ------------------ | ---- | ---- | ---- | ---- | ---- | ---- | ---- | ---- |
| Olympijské hry     |      | 2.   |      |      |      | 1.   |      |      |
| Mistrovství světa  | 5.   |      | 1.   | 2.   | 1.   |      | —    | —    |
| Mistrovství Evropy |      |      | 1.   | 2.   | 1.   | —    | —    | 1.   |